# Blood on the Tracks
Blood on the Tracks es el decimoquinto álbum de estudio del músico estadounidense Bob Dylan, publicado por la compañía discográfica Columbia Records en enero de 1975. El álbum, que marcó el regreso de Dylan a Columbia después de su breve paso por Asylum Records, está caracterizado por canciones con letras que giran en torno a la angustia, la ira y la soledad, influidas por su reciente separación de su esposa, Sara. Aunque el músico negó que las canciones fuesen autobiográficas, Jakob, hijo de la pareja, declaró que «las canciones son mis padres hablando».

## Acogida
El álbum, que siguió al resurgimiento de la carrera musical de Dylan tras el lanzamiento de Planet Waves, fue recibido con entusiasmo por la crítica musical, que lo calificó como uno de sus mejores trabajos. Al respecto, en el año 2003, la revista Rolling Stone situó Blood on the Tracks en el puesto dieciséis de la lista de los 500 mejores álbumes de todos los tiempos, mientras que Pitchfork Media lo seleccionó como el quinto mejor álbum de la década de 1970. A nivel comercial, el álbum alcanzó el primer puesto en la lista estadounidense Billboard 200 y el cuatro en la lista de discos más vendidos del Reino Unido. Es también uno de los álbumes con mayores ventas del catálogo musical de Dylan y ha sido certificado como doble disco de platino por la RIAA.

## Grabación
Antes de comenzar a grabar Blood on the Tracks, Dylan enseñó las canciones que conformarían el álbum a varios amigos y compañeros del mundo de la música. Según el biógrafo Jimmy McDonough, Dylan visitó a Neil Young en su hogar de Florida para mostrarle las canciones y conocer su opinión, e incluso ensayó con el grupo Crazy Horse. Dylan también enseñó las canciones a David Crosby, Graham Nash, Stephen Stills, Tim Drummond y Peter Rowan. En particular, Nash recordó que Stills se mostró disgustado por la actuación de Dylan, y que poco después de que abandonara la habitación, le dijo a Nash: «Es un buen compositor... pero no es un músico».
Al comienzo, Dylan consideró la posibilidad de grabar Blood on the Tracks con una banda eléctrica, y contactó con Mike Bloomfield, guitarrista con quien había trabajado anteriormente en Highway 61 Revisited. Ambos se reunieron y Dylan le enseñó las canciones que tenía intención de grabar, pero Bloomfield se vio incapaz de aprenderlas. Al respecto, Bloomfield comentó: «Todas comenzaron a sonar igual para mí, todas estaban en la misma clave, todas eran largas. Fue una de las experiencias más extrañas de mi vida. [Dylan] tuvo una especie de cabreo porque no las recogí». Al final, Dylan rechazó la idea de grabar con una banda, y en su lugar incluyó arreglos acústicos para todas sus canciones.
Dylan llegó a los A&R Recording Studios de Columbia en Nueva York el 16 de septiembre de 1974, donde pronto comprendió que quería un enfoque espontáneo de las grabaciones. Phil Ramone, ingeniero de sonido en ese momento, comentó posteriormente que «iba de una canción a otra como en un popurrí. A veces tenía varios compases, y en la siguiente versión, cambiaba de opinión sobre cuántos compases debería haber entre un verso. O eliminaba un verso. O añadía un estribillo cuando no te lo esperabas». Eric Weissberg y su grupo, Deliverance, fueron reclutados como músicos de sesión, pero fueron rechazados a los dos días de comenzar las sesiones porque no podían mantener el ritmo de Dylan.
Dylan retuvo solo al bajista Tony Brown y añadió al organista Paul Griffin y al guitarrista Buddy Cage. Después de diez días y cuatro sesiones, Dylan terminó de grabar y mezclar las canciones, y en noviembre, tenía una grabación en acetato del álbum. Columbia preparó la inminente publicación del álbum, pero al cabo de dos meses, justo antes de la fecha programada, Dylan regrabó en última instancia varias canciones en los Sound 80 Studios de Minneapolis utilizando a varios músicos locales contratados por su hermano, David Zimmerman. 

## Lista de canciones
Todas las canciones escritas y compuestas por Bob Dylan. 
| Cara A |                                             |          |  |
| N.º    | Título                                      | Duración |  |
| 1.     | «Tangled Up in Blue»                        | 5:42     |  |
| 2.     | «Simple Twist of Fate»                      | 4:19     |  |
| 3.     | «You're a Big Girl Now»                     | 4:36     |  |
| 4.     | «Idiot Wind»                                | 7:48     |  |
| 5.     | «You're Gonna Make Me Lonesome When You Go» | 2:55     |  |

| Cara B |                                         |          |  |
| N.º    | Título                                  | Duración |  |
| 6.     | «Meet Me in the Morning»                | 4:22     |  |
| 7.     | «Lily, Rosemary and the Jack of Hearts» | 8:51     |  |
| 8.     | «If You See Her, Say Hello»             | 4:49     |  |
| 9.     | «Shelter from the Storm»                | 5:02     |  |
| 10.    | «Buckets of Rain»                       | 3:22     |  |

## Personal
| Músicos - Bob Dylan: voz, guitarra, armónica, órgano y mandolina - Bill Berg: batería - Charles Brown III: guitarra - Tony Brown: bajo - Richard Crooks: batería - Paul Griffin: teclados - Gregg Inhofer: teclados - Barry Kornfeld: guitarra - Thomas McFaul: teclados - Kevin Odegard: guitarra - Peter Ostroushko: mandolina - Billy Peterson: bajo - Chris Weber: guitarra de 12 cuerdas - Eric Weissberg: banjo y guitarra | Equipo técnico - Ron Coro: director artístico - Pete Hamill: notas - David Oppenheim: fotografía - Phil Ramone: ingeniero de sonido - Paul Martinson: ingeniero de sonido - Glenn Berger: ingeniero asistente - Paul Till: fotografía |

## Posición en listas
| País           | Lista                   | Posición |
| -------------- | ----------------------- | -------- |
| Alemania       | Media Control Charts    | 45       |
| Estados Unidos | Billboard 200           | 1        |
| Noruega        | VG-lista Top 40 Albums  | 2        |
| Nueva Zelanda  | New Zealand Music Chart | 1        |
| Países Bajos   | Mega Albums Top 100     | 5        |
| Reino Unido    | UK Albums Chart         | 4        |

| Sencillo             | País           | Lista             | Posición |
| -------------------- | -------------- | ----------------- | -------- |
| «Tangled Up in Blue» | Estados Unidos | Billboard Hot 100 | 31       |

## Certificaciones
| País           | Organismo certificador | Certificación | Ventas certificadas | Ref.   |
| -------------- | ---------------------- | ------------- | ------------------- | ------ |
| Estados Unidos | RIAA                   | Doble platino | 2 000 000           | [ 19 ] |
| Canadá         | CRIA                   | Platino       | 100 000             | [ 20 ] |
| Reino Unido    | BPI                    | Oro           | 100 000             | [ 21 ] |